# Neoechinorhynchus pterodoridis
Neoechinorhynchus pterodoridis är en hakmaskart som beskrevs av Vernon E. Thatcher 1981. Neoechinorhynchus pterodoridis ingår i släktet Neoechinorhynchus och familjen Neoechinorhynchidae. Inga underarter finns listade i Catalogue of Life.